# プラチナコガネ
プラチナコガネ (Chrysina) は中南米を中心に生息するコウチュウ目コガネムシ科のグループで約 50 種が知られている。多くは緑色や茶褐色の体色をもつが、個体や種類ごとに色が異なり、一部の種は金色や銀色などの極めて強い金属光沢を有する。主に山地の雲霧林などに生息している。

## 特徴
成虫は食葉性で、体長は2-3.5cm程度。
金属のような体色の必要性は未解明であるが、森の中で鏡のように周りの風景を映し込むことで姿を隠し、敵から身を守っていると考えられている。

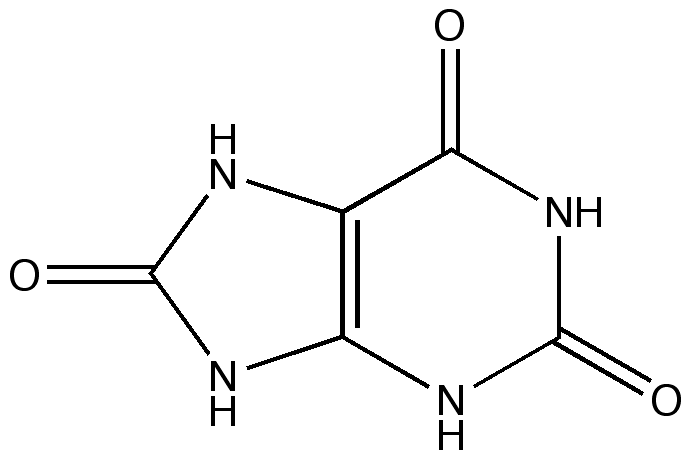
尿酸分子の化学式構造

プラチナコガネの羽には金属色を出すほどの大きな複屈折を持つ物質は含まれていないが、円偏光のラセンの周期が羽の厚さ方向で変化しており、羽全体として可視光すべてを反射している。プラチナコガネの羽には尿酸分子が含まれていることが明らかにされており、尿酸分子によって複屈折がより大きくなり金属光沢を出すのに有利になると考えられている。
夜間の灯火に飛来することから夜行性と考えられているが、日中も盛んに飛び回ることが多く、昼間も活動している可能性がある。

## ギャラリー

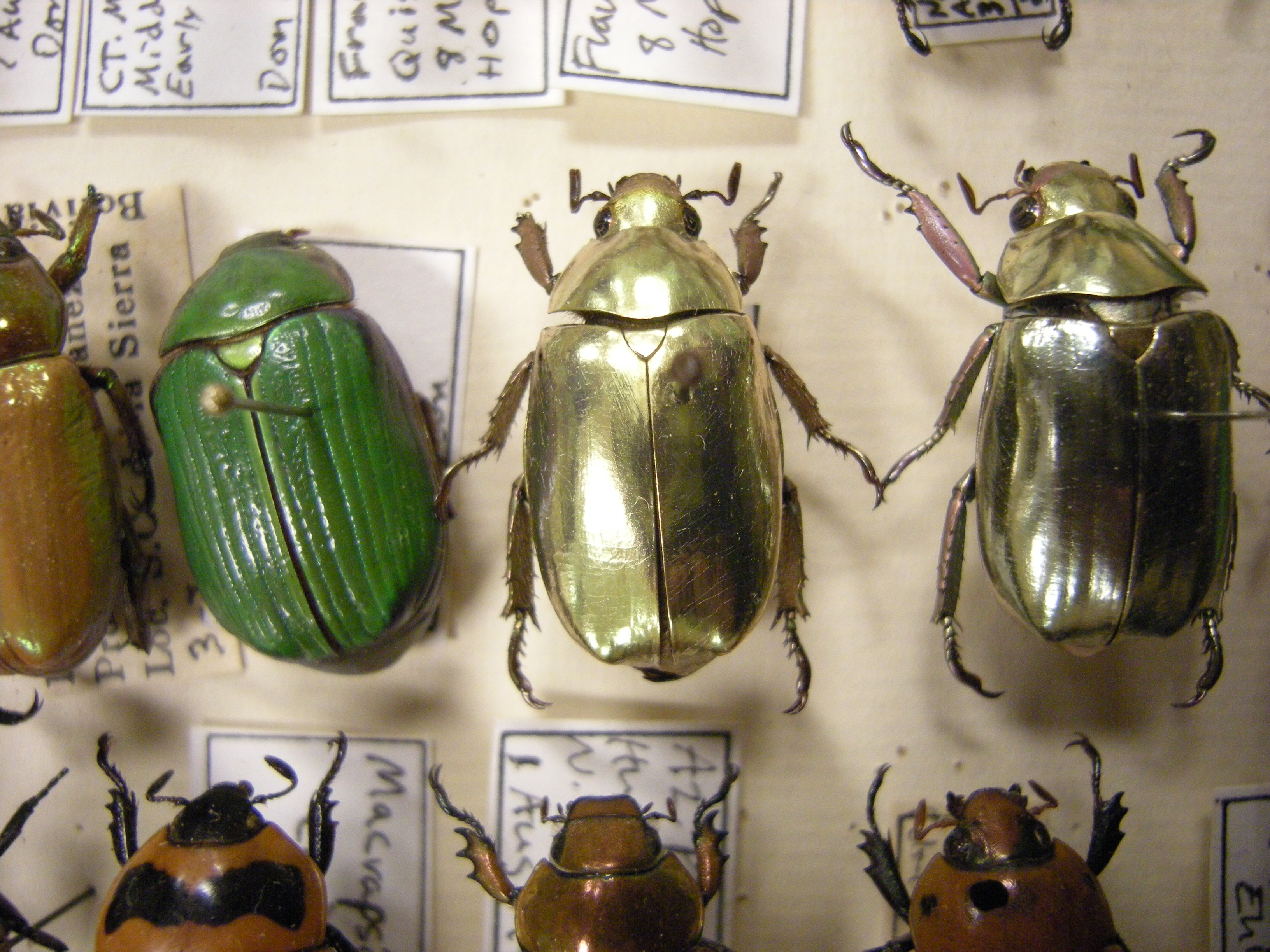
プラチナコガネの標本
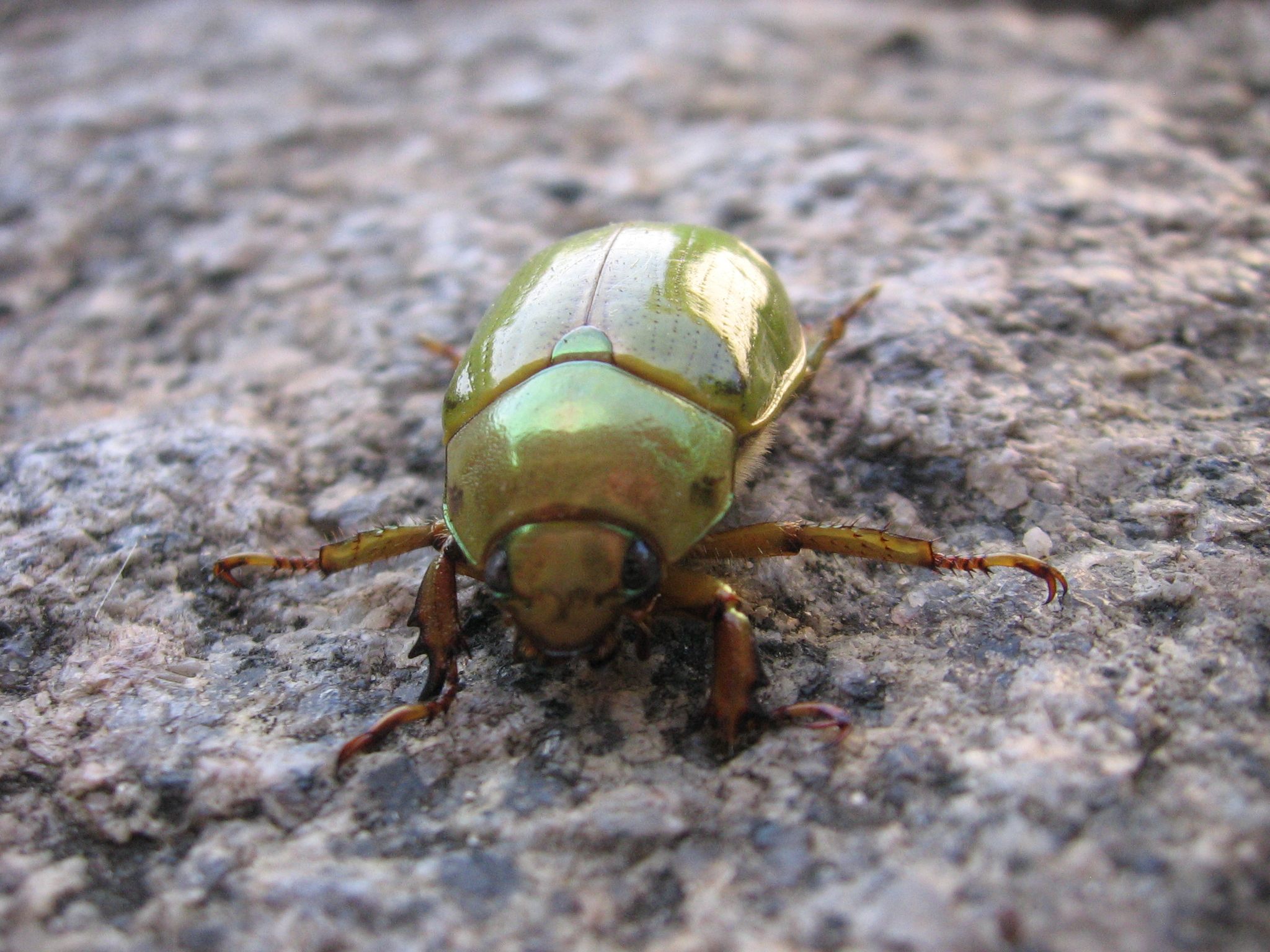
緑色に輝くプラチナコガネ